# Kohlscheid
Kohlscheid is een plaats in de Duitse gemeente Herzogenrath, deelstaat Noordrijn-Westfalen, en telt circa 20.000 inwoners.

## Geschiedenis
Reeds bij het begin van de christelijke jaartelling was het gebied om Kohlscheid bewoond. In 1113 werd melding gemaakt van de rijke steenkoolvindplaatsen. Sedert 1612 was er sprake van de steenkoolmijn Grube Laurweg, welke uiteindelijk op industriële schaal werd bedreven en in 1951 verbonden werd met de nabijgelegen Grube Gouley. In 1955 werd de Grube Laurweg gesloten, maar de Grube Gouley bleef nog in productie tot 1969.
De naam Kohlscheid komt van (steen-)kool en scheet, wat scheitel, kleine verhoging, betekent en het centrum van Kohlscheid ligt ook op het hoogste punt van het gebied.

## Bezienswaardigheden
- Kasteel Berensberg (Schloss Berenberg) van 1714 op basis van oudere bouwwerken
- Sint-Mattheüskerk, neoromaanse bakstenen kerk van 1889, in de buurtschap Berensberg, ten zuiden van Kohlscheid.
- Sint-Catharinakerk, neoclassicistische kerk van 1831, verbouwd in 1852, met gepleisterde voorgevel
- Sint-Barbarakerk, bakstenen kerk in de buurtschap Pannesheide, ten noorden van Kohlscheid, met massieve rechthoekige toren, gedekt met schilddak
- Overblijfsels van de Westwall, waaronder tankversperringen
- Hoofdkantoor van de Eschweiler Bergwerksverein (EBV)

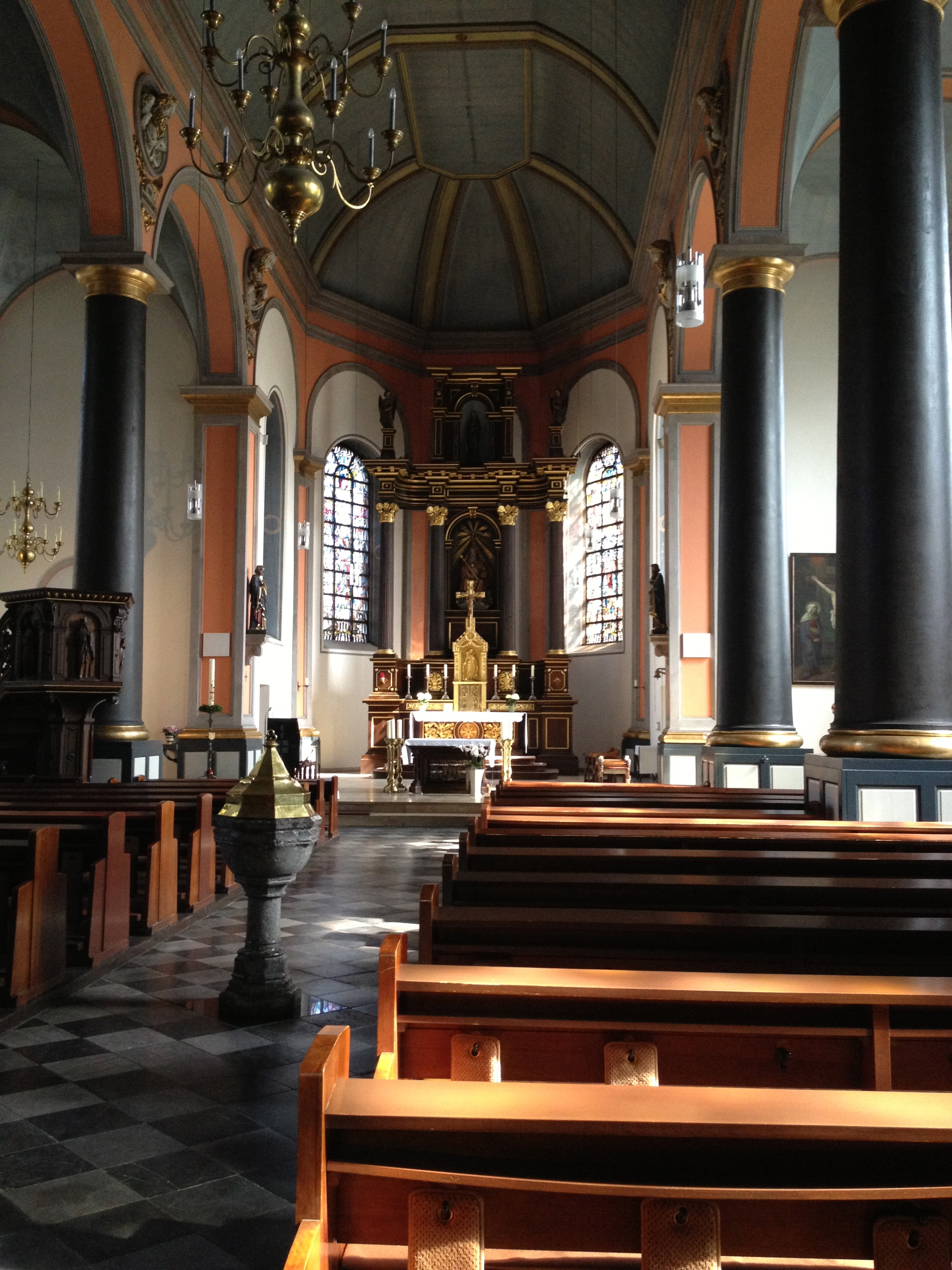
Sint-Catharinakerk, interieur
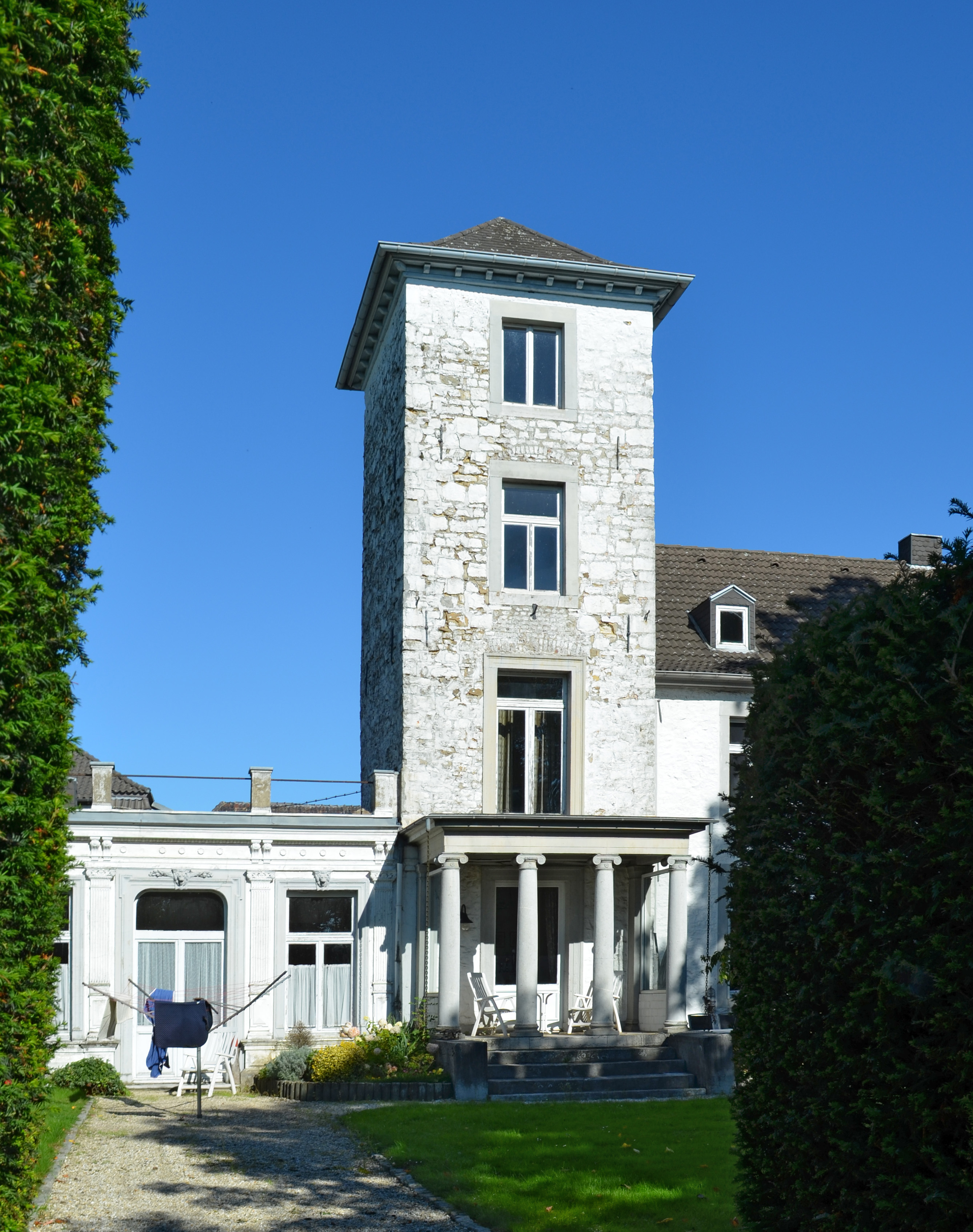
Kasteel Berensberg
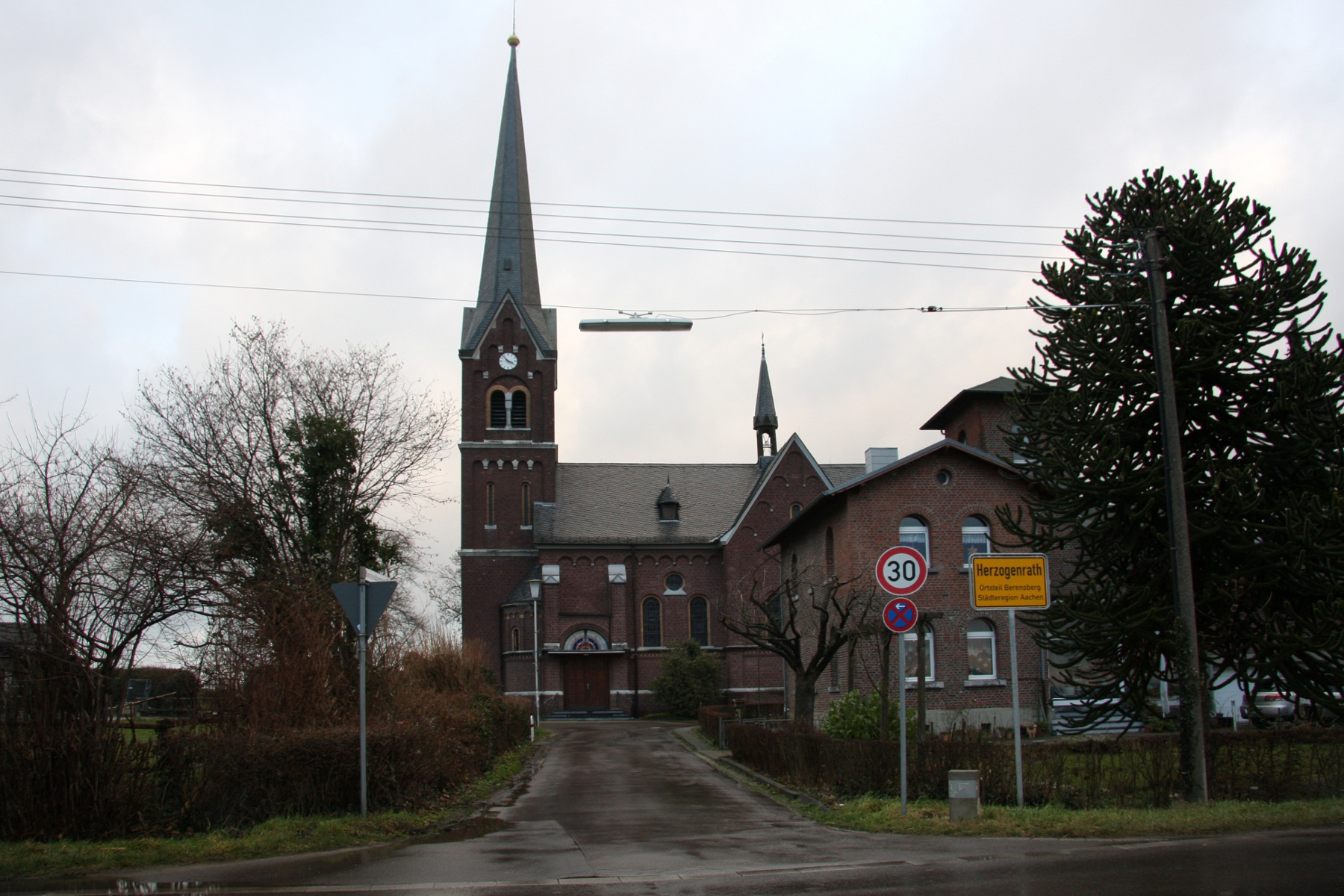
Sint-Mattheüskerk
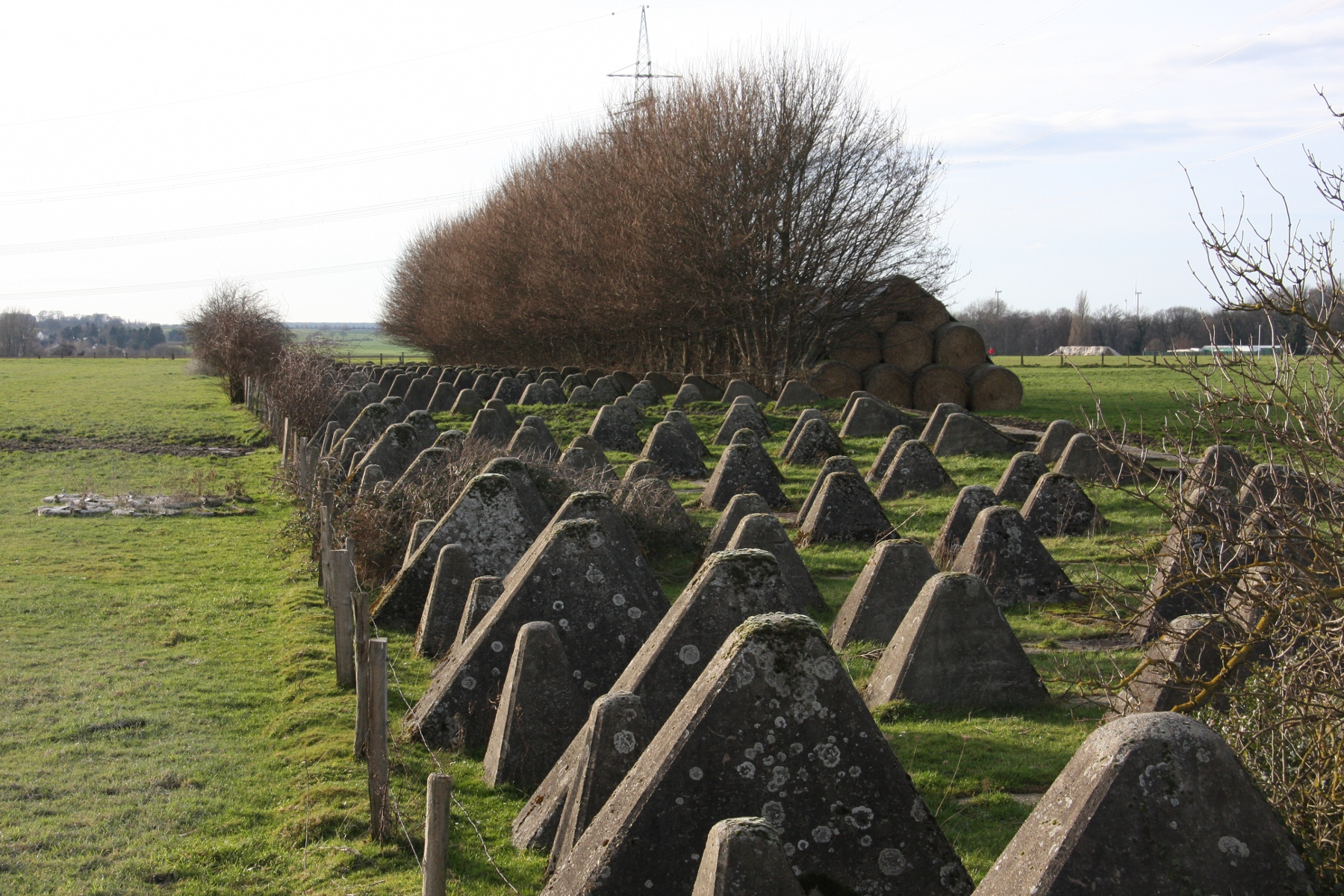
Westwall

## Natuur en landschap
Het noorden, oosten en zuiden van Kohlscheid zijn sterk verstedelijkt. Het westen is echter landelijk. Kohlscheid ligt aan de westoever van het dal van de Worm, met natuurgebied Wurmtal südlich Herzogenrath, terwijl ten westen van Kohlscheid de Amstelbach verloopt.

## Nabijgelegen kernen
Horbach, Richterich, Aken, Würselen, Bardenberg, Straß, Kerkrade (Bleijerheide)
Herzogenrath · Kohlscheid · Merkstein · Niederbardenberg · Noppenberg · Straß

Stedenregio Aken · Regierungsbezirk Keulen · Noordrijn-Westfalen